# Edizioni musicali Curci
Le Edizioni musicali Curci sono una delle più note aziende di edizioni musicali italiane, con più di un secolo di attività e con in repertorio molti successi, di cui il più noto è Nel blu dipinto di blu
Downtown Music Publishing rappresenta le opere di Edizioni Curci nel Nord America. La Curci è anche proprietaria della casa discografica Carosello Records.

## Storia della Curci

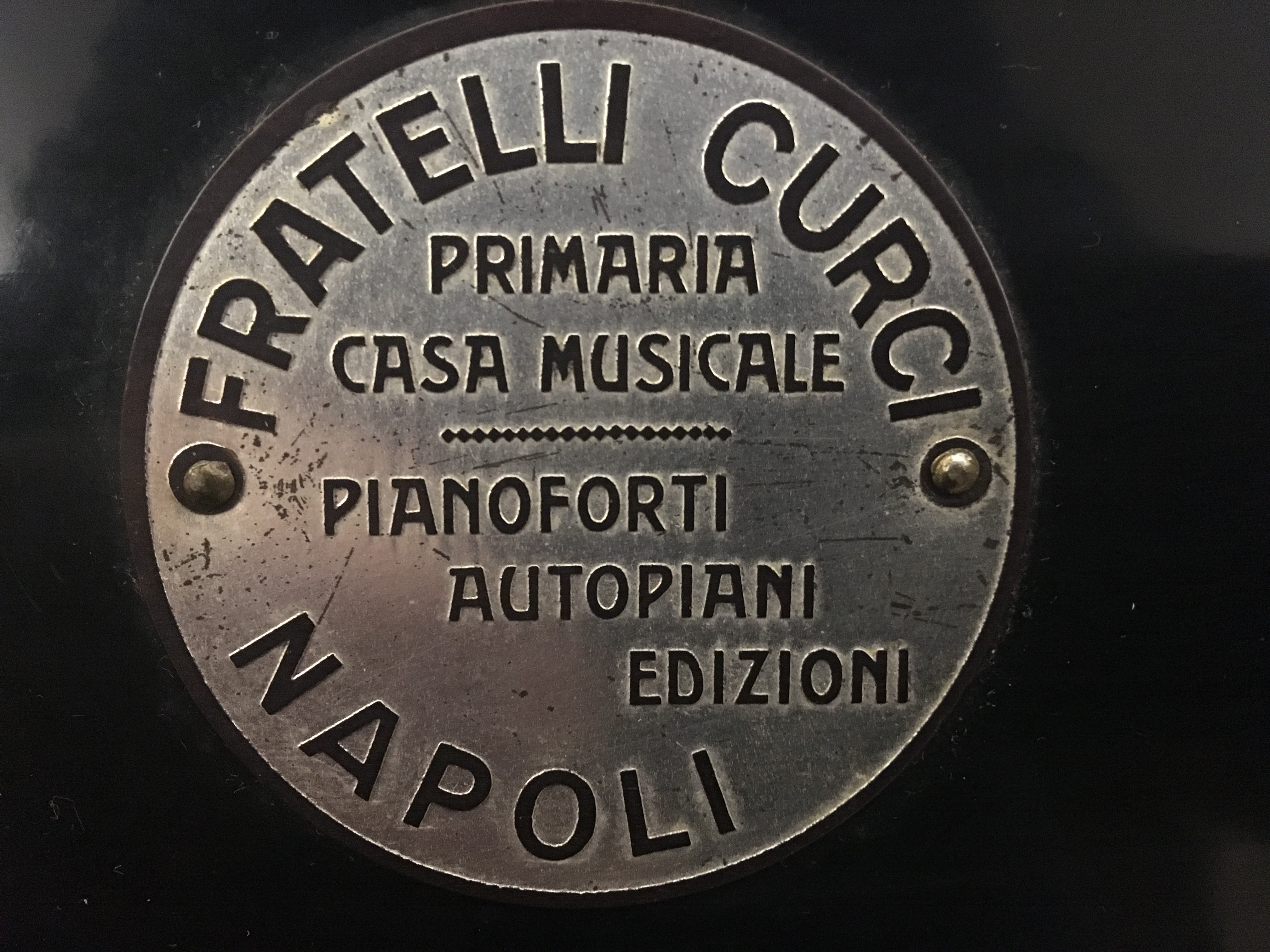

Fondata nel 1860 dall'avellinese Francesco Curci, che si era trasferito a Napoli qualche anno prima ed aveva aperto un negozio di musica, iniziarono l'attività pubblicando sia spartiti di musica classica sia canzoni napoletane.

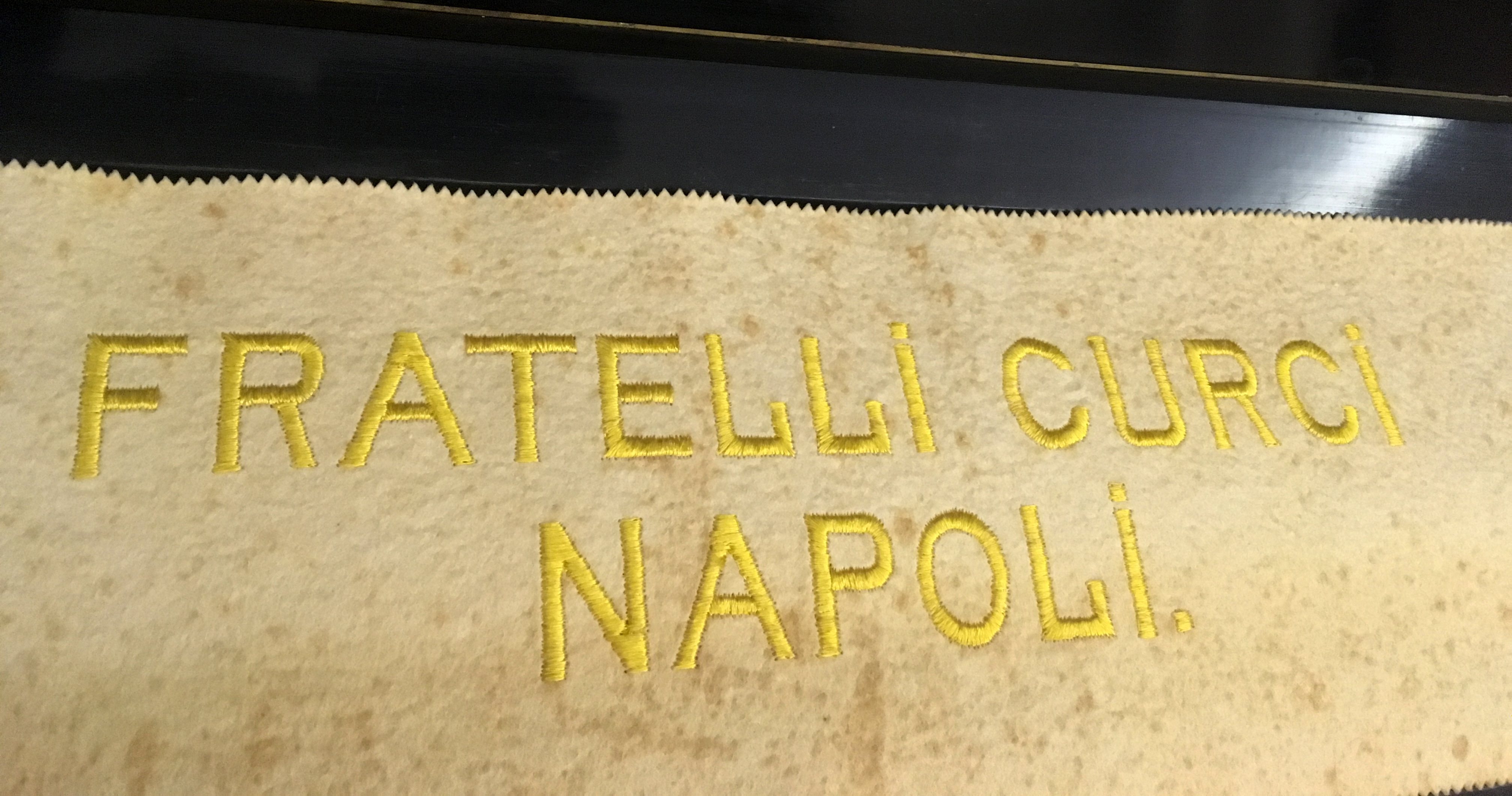

Con la morte di Francesco nel 1912 l'azienda passò al figlio Pasquale Curci, coadiuvato dal fratello Achille, incisore, che si occupò dell'aspetto grafico e dalla sorella Concetta, amministratrice.
Pasquale fu l'artefice dell'espansione delle Edizioni Curci: a partire dagli anni trenta infatti iniziò ad espandere la sua attività oltre i confini, diffondendo inoltre in Italia alcuni successi americani, spesso legati a pellicole cinematografiche; nel 1932 aprì due sedi distaccate, a Roma e a Milano, in Galleria del Corso 4 (quest'ultima diventerà poi la sede principale).
Scomparso Pasquale nel 1938, l'azienda passò ai figli Giuseppe, Alberto e Alfredo; il quarto fratello, Arturo Curci, preferì, dopo la laurea in medicina, dedicarsi alla professione di medico.
Alberto ed Alfredo, entrambi diplomati al conservatorio di San Pietro a Majella, seguirono più la parte musicale (Alberto fu anche un noto paroliere, con lo pseudonimo Devilli), mentre Giuseppe, che aveva studiato per quattro anni a Londra, si occupò dell'aspetto organizzativo.
Nel 1950 entrò nello staff aziendale Giuseppe Gramitto Ricci, marito di Clotilde (figlia di Alfredo Curci), che sviluppò la ricerca di nuovi autori, scoprendo e lanciando Domenico Modugno, con cui le edizioni musicali Curci vinsero due edizioni consecutive del Festival di Sanremo nel 1958 e nel 1959.
Gramitto Ricci inoltre diede vita ad altre edizioni musicali distribuite dalla Curci, come le edizioni musicali Accordo, le edizioni musicali Asso e le edizioni musicali Cervino, ed a partire dal 1960 fu l'artefice dell'espansione aziendale nel settore discografico con la fondazione della Carosello e la riorganizzazione del gruppo con la denominazione Cemed (acronimo di Carosello Edizioni Musicali e Discografiche), di cui le edizioni musicali Curci diventarono un ramo.
Nel 1968 la Curci fu l'editrice di tutte le canzoni della commedia musicale del Quartetto Cetra Non cantare, spara.
Nel 1998 Giuseppe Gramitto Ricci (diventato, dopo la morte di Alberto Curci nel 1973 l'unico responsabile dell'azienda) si ritirò per motivi di salute, lasciando la Curci al figlio Alfredo Gramitto Ricci, che la guida tuttora. Giuseppe Gramitto Ricci muore nel gennaio del 2009.
Nel 2009 la Curci ha pubblicato con la propria etichetta l'album-compilation A La Costa Sud (La Musique De La Côte D'Azur), un triplo CD prodotto da Pino Presti realizzato in Francia.
Nel 2016, Edizioni Curci ha firmato un contratto di amministrazione e di pubblicazione pluriennale con Downtown Music Publishing per il Nord America. Downtown è divenuto dalla firma dell'accordo, il catalogo delle Edizioni Curci, che comprende più di 50,000 opere dal mondo del pop italiano, dell'opera, della musica classica e della musica da film, con successi internazionali come Nel blu dipinto di blu e Io che non vivo (senza te) (You Do not Have To Say You Love Me).

## Le principali canzoni pubblicate dalla Curci
| Anno | Titolo                     | Autori del testo                   | Autori della musica              | Principali esecutori                                         |
| ---- | -------------------------- | ---------------------------------- | -------------------------------- | ------------------------------------------------------------ |
| 1941 | Se fossi milionario        | Cram                               | Eugenio Calzia                   | Ernesto Bonino; Pippo Starnazza con il Trio Vocale Passatore |
| 1943 | Ma l'amore no              | Michele Galdieri                   | Giovanni D'Anzi                  | Lina Termini, Alberto Rabagliati                             |
| 1958 | Nel blu dipinto di blu     | Domenico Modugno, Franco Migliacci | Domenico Modugno                 | Domenico Modugno, Johnny Dorelli                             |
| 1958 | Timida serenata            | Nisa                               | Gino Redi                        | Carla Boni e Gino Latilla, Aurelio Fierro e Gloria Christian |
| 1958 | Ai Romani piaceva la biga  | Mario Panzeri e Gian Carlo Testoni | Max Springher                    | Ruggero Oppi                                                 |
| 1959 | Piove (ciao ciao bambina)  | Domenico Modugno, Dino Verde       | Domenico Modugno                 | Domenico Modugno, Johnny Dorelli                             |
| 1959 | Non restare tra gli angeli | Domenico Modugno                   | Enrico Polito e Gianni Meccia    | Nicola Arigliano                                             |
| 1959 | Adorami                    | Gian Carlo Testoni                 | Umberto Fusco                    | Tonina Torrielli, Nilla Pizzi                                |
| 1959 | Il ribelle                 | Gian Carlo Testoni                 | Adriano Celentano                | Adriano Celentano                                            |
| 1961 | Il tempo                   | Alberto Testa                      | Tony De Vita                     | Alberto Bruno                                                |
| 1961 | Il valzer della toppa      | Pier Paolo Pasolini                | Piero Umiliani                   | Laura Betti                                                  |
| 1969 | E manchi solo tu           | Gianni Meccia                      | Gianni Meccia e Franco Micalizzi | Irene Conte                                                  |
| 1971 | Regalami un sabato sera    | Leo Chiosso                        | Gianni Ferrio                    | Circus 2000                                                  |